# Linux.com
Linux.com(리눅스닷컴)은 리눅스 재단이 소유한 웹사이트로, 오픈 소스 기술, 경력, 모범 사례 및 산업 동향에 대한 정보를 제공하는 것을 목표로 한다. 또한 리눅스 커뮤니티의 허브 역할도 한다. 리눅스닷컴은 무료 리눅스 튜토리얼, 인증, 뉴스 및 블로그, 토론 포럼 및 그룹, 리눅스 소프트웨어 및 하드웨어 디렉터리, 채용 게시판을 제공한다.
이 웹사이트는 네 가지 유형의 리눅스 사용자를 대상으로 한다: 개발자, 데브옵스, 기업(비즈니스 및 학계), 그리고 열광적인 사용자.
또한 다루는 주제는 다음과 같다: AI/ML, 클라우드, 데스크톱, 임베디드/IOT, 거버넌스, 하드웨어, 리눅스, 네트워킹, 오픈 소스, 보안, 및 시스템 관리.

## 역사
원래 이 사이트는 Andover.net이 소유했으며, 이후 VA 리눅스 시스템즈(나중에 VA 소프트웨어, 그리고 소스포지를 거쳐 현재 기크넷)에 인수되었다. 이 사이트는 자유 및 오픈 소스 소프트웨어 커뮤니티에 뉴스와 서비스를 제공하는 데 전념했다. 운영 첫 달에 2천5백만 건의 접속을 기록했다.
리눅스닷컴은 2008년 12월에 새 기사 발행을 중단했지만, 2009년 새해 첫날 발표에서 사이트의 불특정 변경 후 곧 발행을 재개할 것이라고 시사했다. 예상되는 변경 사항이 명확하게 설명되지 않은 이유로 법적 고려 사항이 제시되었다.
2009년 3월 3일, 리눅스 재단은 리눅스닷컴의 관리를 인수할 것이라고 발표했다.